# LKS Stomil Bełchatów
Ludowy Klub Sportowy Stomil Bełchatów – polski wielosekcyjny klub sportowy z siedzibą w Bełchatowie, założony w 1962 roku. W klubie działają sekcje kolarstwa, szachów oraz tenisa stołowego. W 2012 roku klub obchodził 50-lecie swojego istnienia. Z tej okazji wybrani działacze oraz zawodnicy zostali uhonorowani przez prezydenta Bronisława Komorowskiego Krzyżami Zasługi.

## Kolarstwo
LKS Stomil powstał w 1962 roku, jako sekcja kolarska przy Radzie Powiatowej LZS. W 1972 roku przekształcił się w Ludowy Klub Sportowy Bełchatów. Od 1987 roku sponsorem klubu zostały Bełchatowskie Zakłady Przemysłu Gumowego „Stomil” i od tamtej pory klub jest tytułowany jako LKS Stomil Bełchatów. 

## Tenis stołowy
Sekcję tenisa stołowego powołano w 1974 roku. 23 maja 2009 roku klub odniósł pierwszy w historii awans do 1 ligi rozgrywek centralnych mężczyzn, pokonując w meczach barażowych GMKS Strzelec Frysztak (6:4, 5:5). W sezonie 2012/2013 Stomil Pambud Bełchatów bierze udział w rozgrywkach 3 ligi tenisa stołowego mężczyzn. Swoje mecze LKS rozgrywa w budynku Szkoły Podstawowej nr 4 przy ulicy Lipowej 11 w Bełchatowie. Od sezonu 2016/2017 zespół występuje w rozgrywkach 2 ligi. 

## Szachy
Sekcja szachowa Stomilu powstała w 1975 roku, a w 1978 roku awansowała do ligi wojewódzkiej, trzykrotnie stając się najlepszą drużyną województwa piotrkowskiego. W 1983 roku z powodu kłopotów finansowych klubu, sekcja zawiesiła swoją działalność. Obecnie bełchatowscy szachiści należą do czołówki wojewódzkiego zrzeszenia LZS.